# 7326 Tedbunch
A 7326 Tedbunch (ideiglenes jelöléssel 1981 UK22) a Naprendszer kisbolygóövében található aszteroida. Schelte J. Bus fedezte fel 1981. október 24-én.